# Lee Forrester
Aleytys "Lee" Forrester es un personaje ficticio que aparece en los cómics estadounidenses publicados por Marvel Comics. Su primera aparición fue en The Uncanny X-Men #143.

## Biografía ficticia
Forrester es residente de Florida y la capitana del barco pesquero, Arcadia. Cíclope de los X-Men, también conocido como Scott Summers, se contrata a sí mismo a bordo del Arcadia durante su ausencia. Lee es el objetivo del ser sobrenatural D'Spayre después de que su padre, Jock, se suicida por la pérdida de su esposa. D'Spayre es derrotado por Cíclope y el principal enemigo de D'Spayre, el Hombre Cosa.
Scott y Lee entablan una breve relación romántica. Ellos naufragan en una isla habitada por Magneto en el Triángulo de las Bermudas, y Magneto le revela la identidad de Scott como Cíclope. Lee finalmente rompe su relación, alegando que no quiere involucrarse en las peligrosas vidas de los X-Men, pero se vuelve sexualmente íntima con Magneto después de que ella lo rescata del ataque de un tiburón. Sin embargo, ella y Magneto se separan cuando el deber lo obliga a convertirse en director de la Escuela Xavier para Jóvenes Dotados. Luego de esto, ella se interesa por Cable, pero decide no intentar una relación con él después de descubrir que él es el hijo de Cíclope, del futuro. 
Lee regresa años después como capitana de una fuerza de expedición que, después de navegar a través de una deformación dimensional dentro del Triángulo de las Bermudas, queda varada en una Tierra alternativa, la misma a la que una vez había viajado el aventurero James Scully (quien había sido contratado para unirse a la expedición como guía). Después de tres años, los únicos tres miembros supervivientes, Stanislaus, Forrester y Scully, envían un mensaje a través de la grieta dimensional que los trajo a este mundo. Finalmente son encontrados por la Fundación Futuro, con quienes los X-Men se unen y viajan al mundo alternativo para recuperar a sus amigos perdidos. Sin embargo, solo habían sido días para los héroes terrestres, ya que el tiempo pasa de manera muy diferente en la dimensión en la que estaban Lee y los demás.
Mientras tanto, Lee entró en contacto y negoció con éxito con una tribu local impredecible, los Kaddak, para su alianza contra las tribus más hostiles bajo el liderazgo del emperador alienígena. En la lucha que sigue, Lee y Skull obtienen dos artefactos que mantienen el delicado equilibrio entre las tribus de esta Tierra. En el tiempo que pasaron aquí, los dos se enamoraron el uno del otro, por lo que Lee rechaza la oferta de los X-Men y la Fundación Futuro de regresar a su Tierra natal, quedándose en su lugar con Skull y salvaguardando los dos artefactos.